# Laure Drouet
Pour les articles homonymes, voir Drouet.
Laure Drouet, née le 5 mai 1970 à Ermont, est une patineuse de vitesse sur piste courte française.

## Carrière
Elle est médaillée de bronze en relais aux Championnats du monde de patinage de vitesse sur piste courte 1992 à Denver. Elle participe également aux Jeux olympiques d'hiver de 1992 à Albertville et aux Jeux olympiques d'hiver de 1994 à Lillehammer.

## Famille
Elle est la sœur du patineur de vitesse sur piste courte Arnaud Drouet.